# Hieratische Schrift

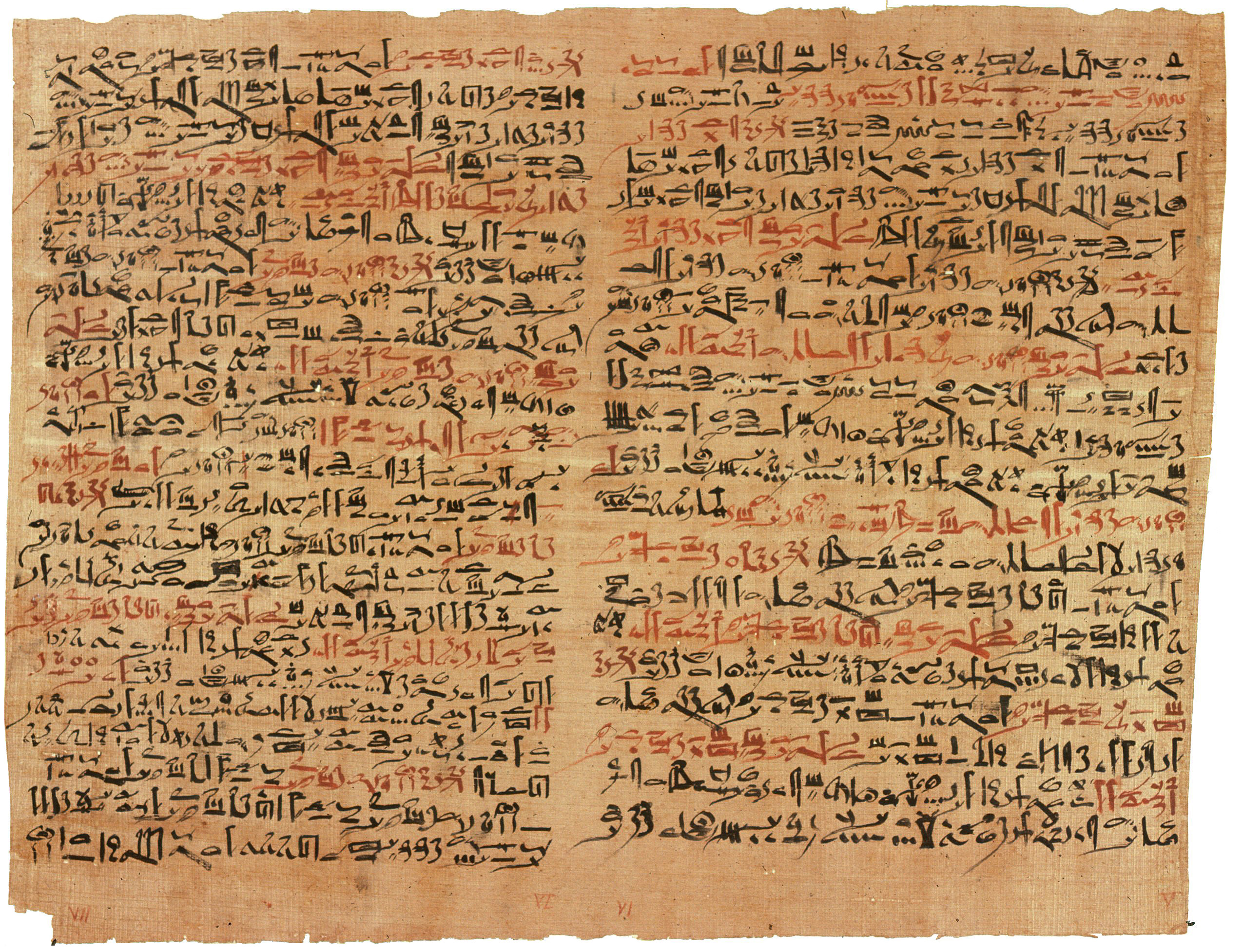
Papyrus Edwin Smith in hieratischer Schrift (um 1550 v. Chr.)

Die hieratische Schrift (von altgriechisch ἱερατικός hieratikós ‚geweiht‘, ‚heilig‘, auch: ‚priesterlich‘) ist eine mit den Hieroglyphen eng zusammenhängende Kursivschrift, die ab dem 3. Jahrtausend v. Chr. in Ägypten bis in die Mitte des 1. Jt. n. Chr. verwendet wurde und die als eigentliche Schrift des alten Ägypten gelten darf. Dies zeigt sich sowohl an der Hieroglyphe für Schrift, die aus dem Schreibgerät für die Handschrift besteht, als auch daran, dass das Hieratische bis in die Römerzeit als erste Schriftart gelehrt wurde. Geschrieben wurde mit einem Pflanzenstängel (Binse) und Rußtusche auf verschiedenen Materialien: Papyrus, Ostraka aus Kalkstein oder Ton, Leinen, Leder, stuckierte Holztafeln, Stelen, Grab- oder Tempelwände u. a. m. Es finden sich auch in Stein geritzte hieratische Texte. Die hieratische Schrift konnte im Gegensatz zu den Hieroglyphen immer nur von rechts nach links geschrieben werden. Sie blieb in ihrer Grundstruktur unverändert, es entwickelten sich aber im Laufe der Zeit unterschiedliche Zeichenformen und Schreibgewohnheiten, die mitunter abhängig von Textgattung, Funktion, Kontext oder persönlicher Vorliebe waren.

## Entwicklung

### Anfänge (2850–2700 v. Chr.)
Die älteste Tuscheschrift ist bereits in der prähistorischen Epoche Naqada IIIB belegt. Papyrusmaterial sowie Schreibgerät sind schon aus der 1. Dynastie bekannt. Von Frühhieratisch wird in der Forschung aber erst ab der 2. Dynastie gesprochen.

### Althieratisch (2700–2100 v. Chr.)
Die ältesten beschrifteten Papyri stammen aus der Zeit der 4. Dynastie unter Cheops (Papyrus Jarf A und B) und enthalten hieratische, aber auch (kursiv-)hieroglyphische Zeichen. Zu dieser Zeit wurde das Hieratische in senkrechten Kolumnen geschrieben, die von rechts nach links auf dem Papyrusblatt angeordnet waren. Es treten bereits auch Ligaturen auf, d. h. zwei oder mehr Einzelzeichen wurden miteinander verbunden.

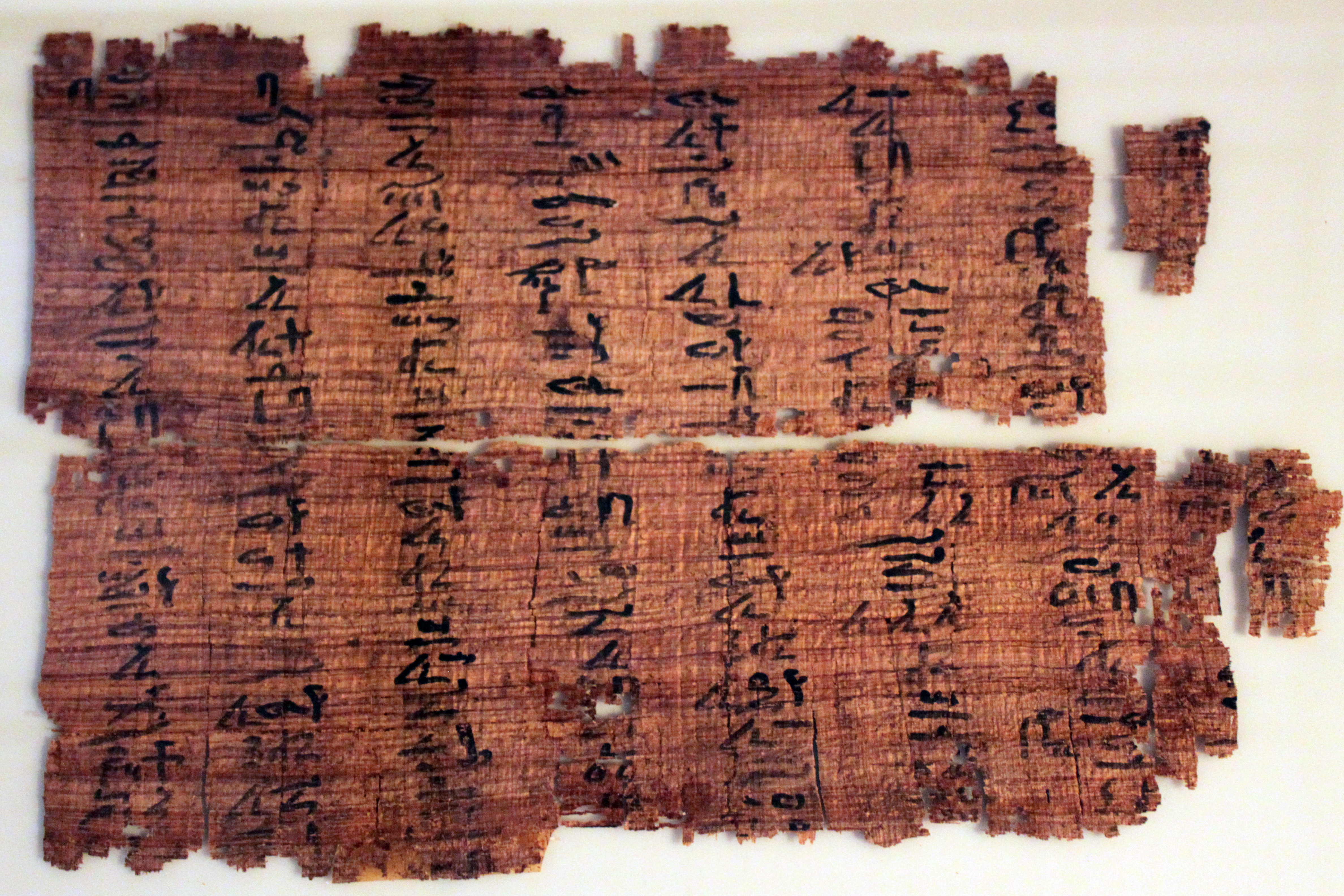
Papyrus Berlin P. 9010 (6. Dynastie)

### Mittelhieratisch (2100–1550 v. Chr.)
Als Mittelhieratisch wird die Schrift bezeichnet, die etwa ab der 12. Dynastie im Mittleren Reich und der Zweiten Zwischenzeit sowie teilweise noch im Neuen Reich benutzt wurde. In der 12. Dynastie vollzog sich der Übergang von Spalten zu Zeilen, die untereinander in der Form von Kolumnen angeordnet wurden. Im späteren Mittelhieratisch teilt sich die hieratische Schrift erstmals in zwei verschiedene Typen:
- eine abkürzende Schrift für den Geschäftsgebrauch, die Kanzleischrift (oder auch Kursive),
- eine sorgfältigere, geschwungene Buchschrift, die sog. Unziale.

Bildbeispiel: Papyrus Edwin Smith  (16.–17. Dynastie)

### Hieratisch der 18. Dynastie und Neuhieratisch der 19.–20. Dynastie (1550–1100 v. Chr.)
In der Buchschrift werden jetzt in literarischen Texten häufig rote Gliederungspunkte verwendet. Überschriften, besondere Textstellen oder Zahlen werden mit roter Farbe hervorgehoben. Mit Beginn der 18. Dynastie, aber auch noch später, wurde die hieratische Schrift häufig für Tuschegraffiti (Dipinti) verwendet, mit denen Schreiber ihre Besuche in alten oder bedeutenden Bauwerken dokumentierten. Zahlreiche Quellen von Papyri und Ostraka der 19. und 20. Dynastie stammen aus dem Arbeiterdorf Deir el-Medina, worunter sich auch Hinweise auf den Schulunterricht finden.

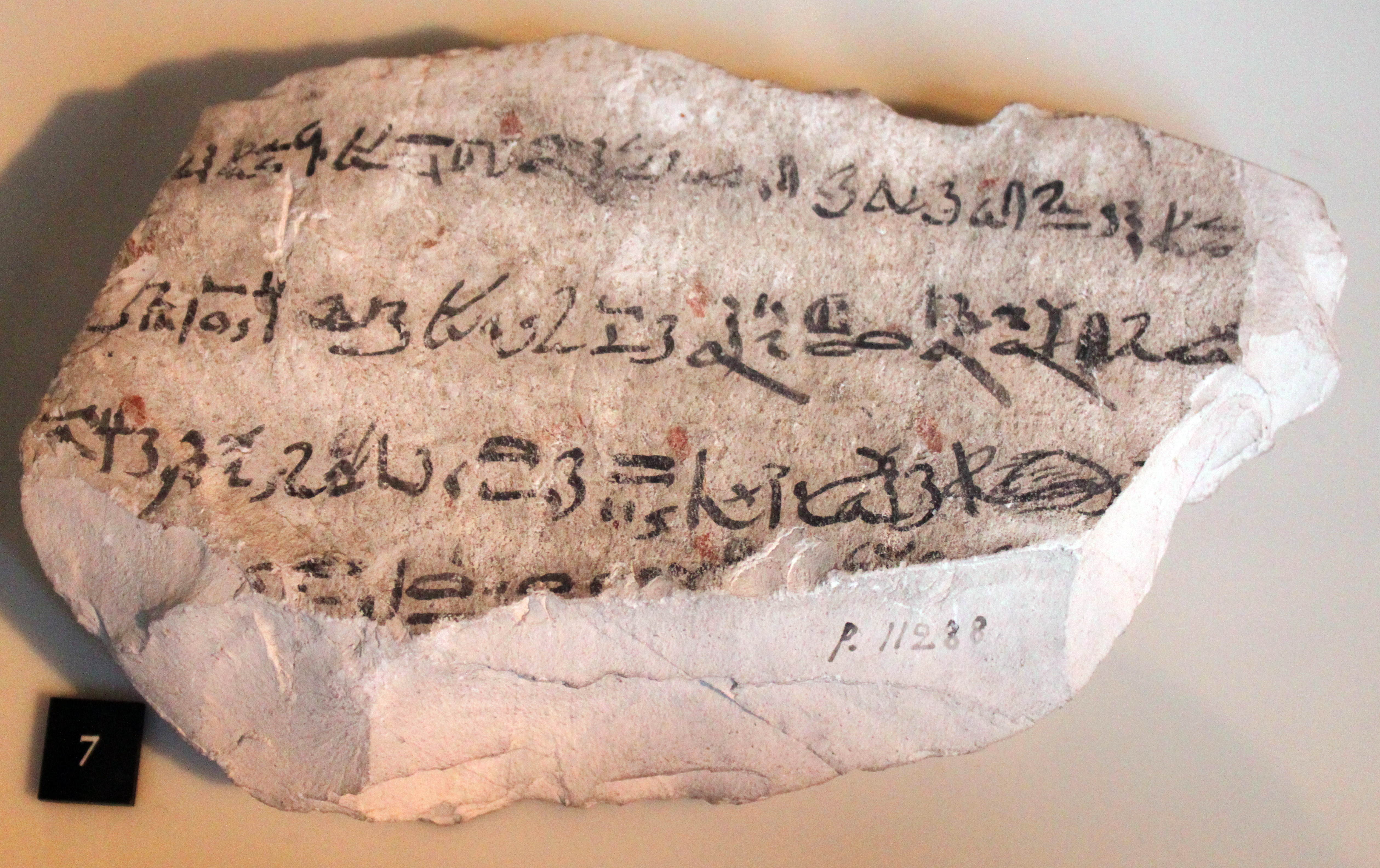
Ostrakon Berlin P. 11288 (19. Dynastie)

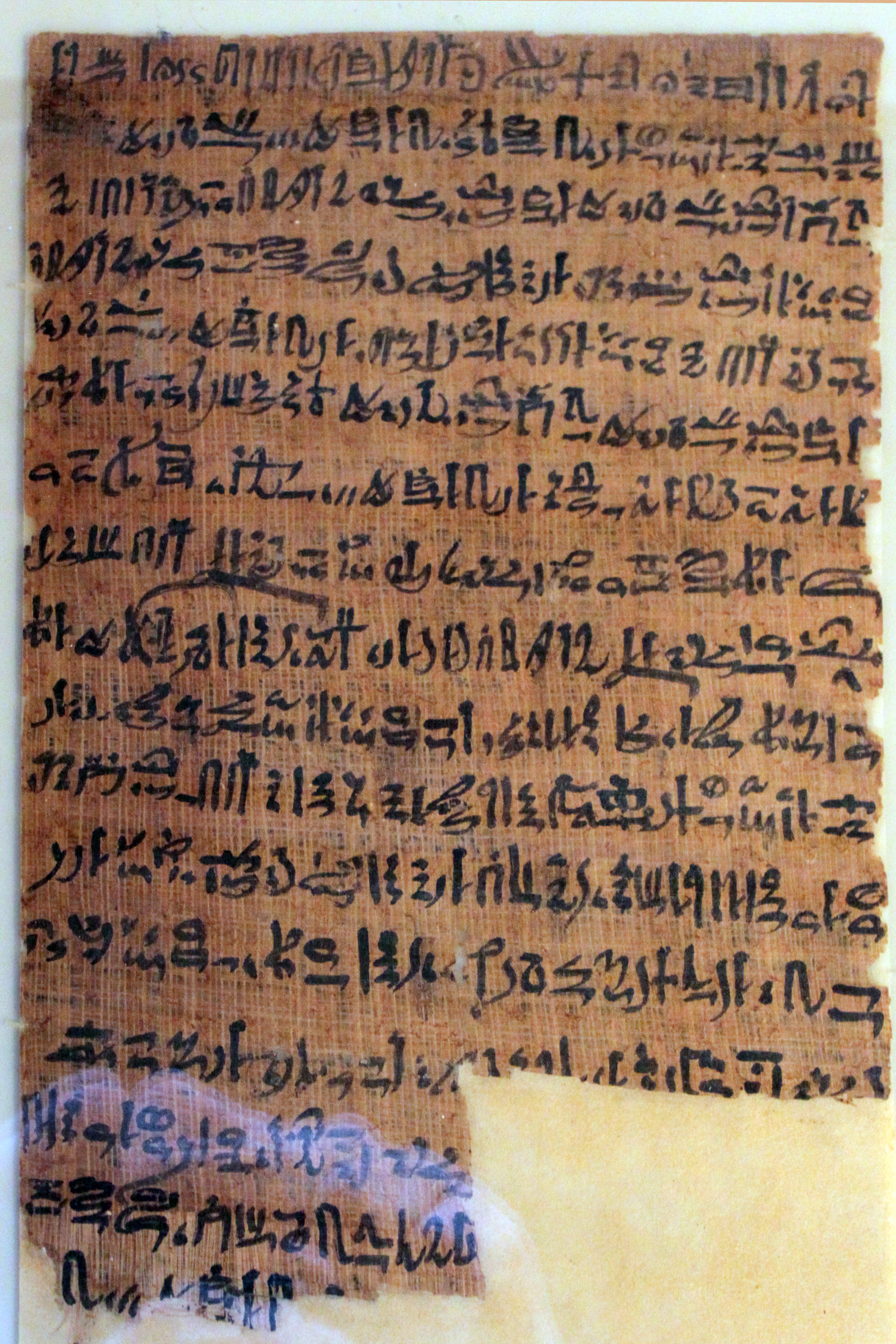
Papyrus Berlin P. 10498 (20. Dynastie)

### Späthieratisch (1100 v. Chr. – 4. Jh. n. Chr.)
Die Kanzleischrift verkürzte sich zum Ende des Neuen Reiches immer weiter, ab der Dritten Zwischenzeit bezeichnet man deren oberägyptische Variante als Kursivhieratisch bzw. Abnormhieratisch. Diese spezielle Schriftform wird ab dem 7. Jh. v. Chr. von der demotischen Schrift, die sich in Unterägypten entwickelte, verdrängt.
Ab der 21. Dynastie wird daneben die sogenannte späthieratische Buchschrift für religiöse, funeräre und literarische Texte verwendet. Sie bleibt neben der demotischen Kursivschrift bis in Römerzeit in Gebrauch.

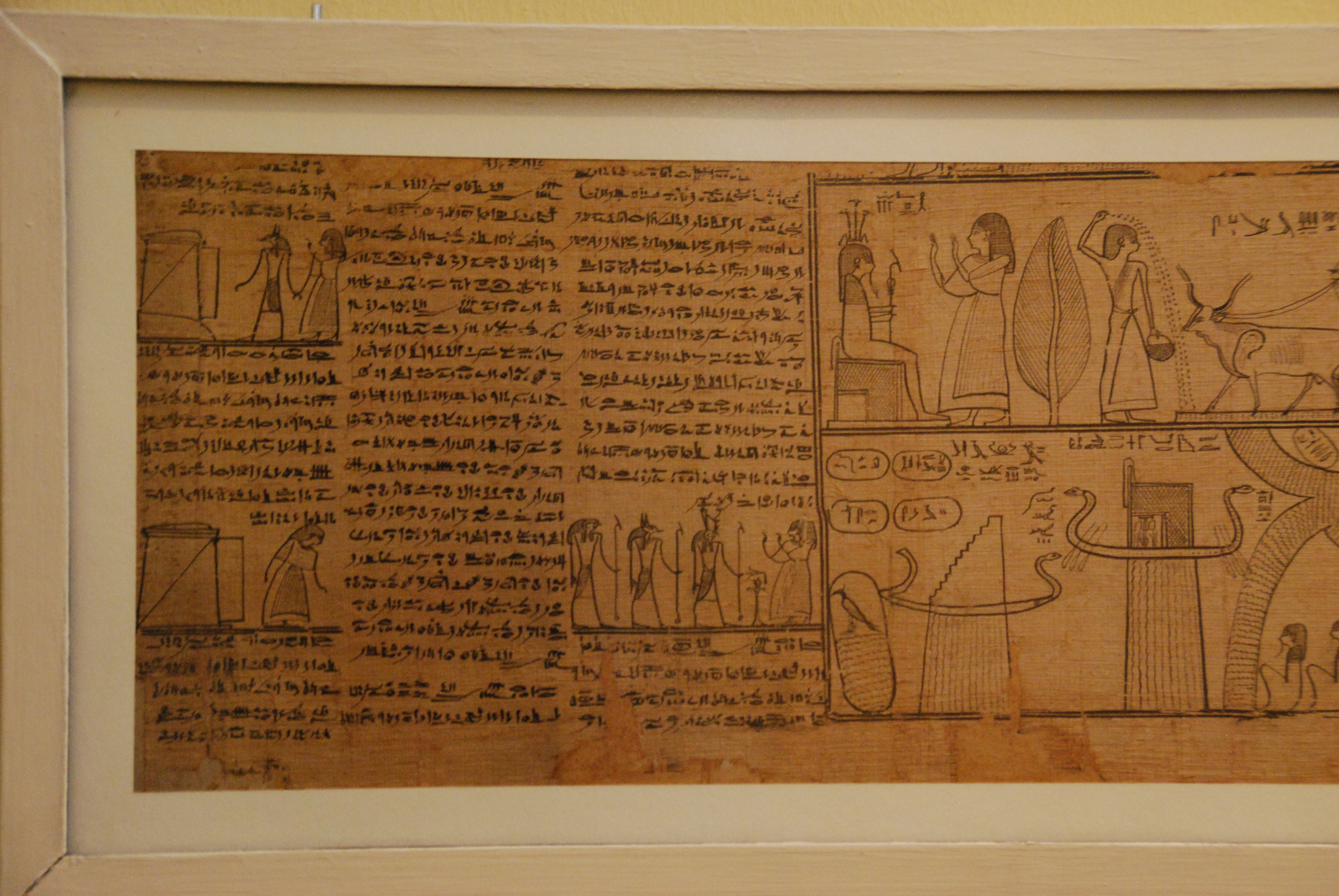
Papyrus Hannover, Kestner Museum 3454 (Ptolemäerzeit)

## Forschungsgeschichte
Der Entdecker des Hieratischen ist Jean-François Champollion. 1821, ein Jahr vor der Entzifferung der Hieroglyphen, erkannte er das Hieratische als eine Schriftsprache. Adolf Erman wies bei den Märchen des Papyrus Westcar 17 verschiedene Handschriften nach und lieferte einen Anstoß zu Georg Möllers vierbändiger Hieratischen Paläographie (1909–1936), die lange als Standardwerk galt. Das langfristig angelegte Mainzer Akademievorhaben Altägyptische Kursivschriften erarbeitet seit 2015 unter anderem erstmals eine digitale Paläographie.

## Parallelen und Unterschiede zu Hieroglyphen
Hieroglyphische und hieratische Schrift beeinflussten sich gegenseitig; die Verbindung war zu jeder Zeit erkennbar. Fast alle hieratischen Zeichen (ausgenommen Ligaturen) haben eine hieroglyphische Entsprechung. Bei einigen Zeichen ist dies auf den ersten Blick erkennbar (besonders Mensch- und Tierhieroglyphen), bei anderen fällt dies schwerer. Komplizierte Zeichen werden vermieden oder vereinfacht. Die Lesbarkeit wird aber unterstützt beziehungsweise erleichtert durch zunehmende phonetische Komplementierung und Determinierung mit weiteren Zeichen. Sowohl einzelne hieratische Zeichen und Abkürzungen als auch die Tendenz zur Komplementierung wurde zum Teil in die hieroglyphischen Inschriften übernommen, die ja in der Regel auf hieratisch geschriebenen Vorlagen basierten.
Während die Hieroglyphen sich in der Schreibrichtung an die Ausrichtung oder Symmetrie von Bildern anpassen können (von oben nach unten, von rechts nach links, von links nach rechts), kann das Hieratische immer nur von rechts nach links geschrieben werden.
| A1 |

| A1 |

| D4 |

| D4 |

| F4 |

| F4 |

| N35 |

| N35 |

| V31 |

| V31 |

| Z2 |

| Z2 |

## Bearbeiten hieratischer Schriftstücke
Für die wissenschaftliche Bearbeitung werden hieratische Texte in der Regel zunächst faksimiliert, wobei die Schriftzeichen (auf dem Original oder einem Foto) per Hand auf Transparentpapier und/oder auf digitalem Weg am Bildschirm abgezeichnet werden. Danach erfolgt die Übertragung in Standardhieroglyphen sowie Übersetzung und Kommentierung.
Die Einzelzeichen des Hieratischen verändern sich im Laufe der Zeit, was in Paläographien erfasst wird. Es lassen sich bei eingehender Analyse auch Idiosynkrasien einzelner Schreiberpersonen und wechselnde Schreiberhände innerhalb eines Textes identifizieren. Interessant sind auch wiederverwendete Papyri, die mehrere Schichten von Beschriftung enthalten. Die Schreiber hinterließen häufig Randbemerkungen, Korrekturen, Ergänzungen oder Streichungen und kombinierten Hieratisch mit Hieroglyphen und/oder Demotisch.